# Scinax camposseabrai
Espèce
Synonymes
- Hyla camposseabrai Bokermann, 1968

Statut de conservation UICN

 DD  : Données insuffisantes
Scinax camposseabrai est une espèce d'amphibiens de la famille des Hylidae.

## Répartition
Cette espèce est endémique du Brésil. Elle se rencontre :
- dans l'État de Bahia dans les municipalités de Maracás, de Curaçá et de Igaporã ;
- dans l'État du Minas Gerais dans la municipalité de Matias Cardoso.

## Description
Les mâles mesurent de 30 à 34 mm et les femelles de 26 à 31 mm.

## Étymologie
Cette espèce est nommée en l'honneur de Carlos Alberto Campos Seabra

## Publication originale
- Bokermann, 1968 : Three New Hyla from the Plateau of Maracás, Central Bahia, Brazil. Journal of Herpetology, vol. 1, no 1/4, p. 25-31.